# Jara Beneš
Jara Beneš (auch Benes, eigentlich Jaroslav, * 5. Juni 1897 in Prag, Österreich-Ungarn; † 10. April 1949 in Wien; Pseudonym Peter Brandt) war ein tschechischer Komponist, der vor allem mit Operetten, Filmmusiken und Schlagern erfolgreich war.

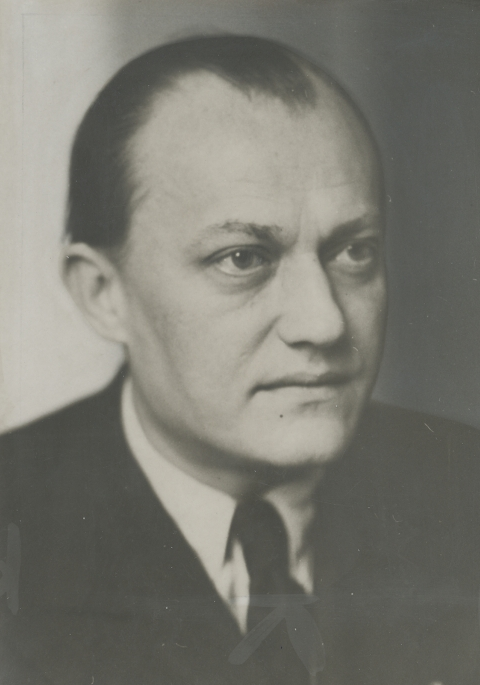
Aufnahme von Max Fenichel (um 1930)

## Leben
Nach dem Abitur studierte Beneš auf dem Prager Konservatorium. Der für ihn wichtigste Lehrer war dabei Vítězslav Novák. Schon als junger Mann begeisterten ihn die Lieder, Ballette und Operetten seines 23 Jahre älteren böhmischen Landsmannes Oskar Nedbal. Aber auch die musikalischen Bühnenwerke Leo Falls übten einen großen Reiz auf ihn aus. Während Beneš’ Tätigkeit als Theaterkapellmeister in Prag veröffentlichte er seine ersten Kompositionen. Damit hatte er so großen Erfolg, dass er bald sein Engagement am Theater aufgab und als freischaffender Komponist leben konnte. Nach einem Zwischenaufenthalt in Berlin verlegte er in den 1930er Jahren seinen Wohnsitz nach Wien, wo fortan die meisten seiner Operetten uraufgeführt wurden. Den größten Erfolg errang er mit seinem Werk Auf der grünen Wiese, das am 9. Oktober 1936 in der Volksoper Wien zum ersten Mal über die Bühne ging. Ein weiteres Standbein bescherte ihm der noch junge österreichische Tonfilm.
Beneš’ Musik ist einfallsreich und von quirlenden slawischen Tanzelementen durchpulst. Der Komponist starb nach kurzer schwerer Krankheit im Alter von knapp 52 Jahren in Wien und wurde auf dem Hietzinger Friedhof (Gruppe 35, Nummer 24C) bestattet. Zu seinem Andenken hat die Donaumetropole 1964 im Stadtteil Floridsdorf eine Straße nach ihm benannt (Jara-Benes-Gasse).
Trotzdem sind heute sowohl er als Komponist wie auch seine Werke weitgehend vergessen.
Beneš war seit 1948 Mitglied der Loge Gleichheit.
Für das Stück Lass uns die Welt vergessen – Volksoper 1938 wurde der erhaltene Klavierauszug seiner Operette Gruß und Kuss in der Wachau von Keren Kagarlitsky neu orchestriert, nachdem die Partitur verschollen war. Diese Orchestrierung verband sie mit eigenen Kompositionen sowie Musik von Gustav Mahler, Arnold Schönberg und Viktor Ullmann. Das Stück mit einem Text und Libretto von Theu Boermans wurde am 14. Dezember 2023 an der Volksoper Wien uraufgeführt.

## Werke

### Operetten
- Auf der grünen Wiese
- Gruß und Kuss aus der Wachau
- Die Pariserin
- Der gütige Antonius

### Filmmusik
- Der falsche Feldmarschall (1930)
- Die vom Rummelplatz (1930)
- Eine Freundin so goldig wie du (1931)
- Der Hexer (1932)
- Polenblut (1934, ergänzende Musik zur Verfilmung der gleichnamigen Operette von Oskar Nedbal)
- Der Scheidungsgrund (1937)
- Adresse unbekannt (1938)

### Schlager
- Ich möchte von dir ein Photo
- Barbara
- Die Blanka, ja die Blanka, 1924
- Ich hab zu Haus ein Grammophon, 1925
- Benjamin, ich hab nichts anzuziehn (T. Fritz Löhner-Beda)
- So viel Schwung